# Villa Hayes
Villa Hayes is de hoofdplaats van het departement Presidente Hayes in Paraguay. Het is genoemd naar president Rutherford B. Hayes van de Verenigde Staten die in 1878 stelde dat de bevochten Gran Chaco toebehoorde aan Paraguay. Hij arbitreerde tussen Argentinië en Paraguay in de Oorlog van de Drievoudige Alliantie.

## Geboren
- Bruno Valdez (1992), voetballer